# Daniel H. Sumner
Daniel Hadley Sumner (Malone, 15 de septiembre de 1837 - Waukesha, 29 de mayo de 1903) fue un abogado y político estadounidense. Representó a Wisconsin en la Cámara de Representantes de los Estados Unidos.

## Biografía
Nacido en Malone, Nueva York Sumner se mudó a Michigan en 1843 con sus padres, quienes se establecieron en Richland, Michigan. Asistió a las escuelas comunes y Prairie Seminary, en Richland. Estudió derecho. Luego fue admitido en el colegio de abogados en 1868 y comenzó a ejercer en Kalamazoo, Michigan. Se mudó a Oconomowoc, Wisconsin en 1868 y ejerció la abogacía. También publicó La Belle Mirror. Se mudó a Waukesha, Wisconsin en 1870 y continuó ejerciendo la abogacía. También se convirtió en superintendente de escuelas de la ciudad. Se desempeñó como miembro de la junta de supervisores del condado. Más tarde se desempeñó como fiscal de distrito del condado de Waukesha entre 1876 y 1877.
Sumner fue elegido demócrata en el cuadragésimo octavo Congreso (4 de marzo de 1883 - 3 de marzo de 1885). Representó al 2.º distrito congresional de Wisconsin. No fue candidato a la nueva designación en 1884. Posteriormente reanudó el ejercicio de la abogacía. Falleció en Waukesha, Wisconsin el 29 de mayo de 1903. Fue enterrado en el cementerio Prairie Home.